# Ткачук Орест Валерійович
Орест Валерійович Ткачук (нар. 6 січня 1998) — український футболіст, нападник польського клубу «Полонія» (Битом).

## Клубна кар'єра
Вихованець луцької «Волині», у складі якої виступав на дитячо-юнацькому рівні. Наступного року перейшов до академії «Шахтаря». З 2015 по 2017 рік грав за юніорську (U-19) команду гірників, також провів 1 поєдинок за молодіжно команду донецького клубу. У 2015 році 4 рази потрапляв до заявки «гірників» на поєдинки Юнацької ліги УЄФА, але в жодному з них на полі не з'явився.
Напередодні старту сезону 2017/18 років перейшов в «Олександрію». Виступав за молодіжну команду «городян». Дебютував за дорослу команду олександрійців 26 вересня 2018 року в програному (0:3) виїзному поєдинку третього відбіркового раунду кубку України проти одеського «Чорноморця». Орест вийшов на поле в на 74-й хвилині, замінивши Вадима Гранчара. Цей матч виявився єдиним у головній команді «Олександрії».
19 лютого 2020 року підписав 1,5-річний контракт з «Ягеллонією». Проте у складі білостоцького клубу не зіграв жодного офіційного поєдинку. У середині липня 2020 року розірвав контракт за взаємною згодою сторін та залишив «Ягеллонію». На початку серпня 2020 року вільним агентом перебрався в «Олімпію». За нову команду дебютував 21 серпня 2020 року в програному (0:1) виїзному поєдинку кубку Польщі проти «Хойнічанки». Ткачук вийшов на поле в стартовому складі та відіграв увесь матч, а на 58-й хвилині отримав жовту картку. У Польській другій лізі дебютував 28 серпня 2020 року в програному (1:2) виїзному поєдинку 1-о туру проти клубу «Вігри» (Сувалки). Орест вийшов на поле в стартовому складі, а на 78-й хвилині його замінив Ерик Филипчук.

## Кар'єра в збірній
Викликався до складу юнацьких збірних України (U-16) та (U-17).